# Haaposaari (ö i Norra Savolax, Kuopio, lat 62,81, long 27,94)
Haaposaari är en ö i Finland. Den ligger i sjön Kallavesi och i kommunen Kuopio i den ekonomiska regionen  Kuopio ekonomiska region  och landskapet Norra Savolax, i den centrala delen av landet, 300 km nordost om huvudstaden Helsingfors. Öns area är 19,7 hektar och dess största längd är 1,6 kilometer i sydöst-nordvästlig riktning.